# Praça da Lenha
A Praça da Lenha (Plaza de la Leña) é uma pitoresca praça medieval situada no coração do centro histórico de Pontevedra (Espanha). É a praça medieval mais típica da cidade velha e da Galiza.

## Origem do nome
A praça toma o seu nome da actividade comercial que costumava ter lugar aqui: lenha e pinhas eram vendidas na praça para abastecer os fornos de cozinha, lareiras e antigos sistemas de aquecimento das casas da cidade. 

## História
A praça da Lenha era conhecida desde o final da Idade Média como Eirado da Leña ou Eiradiño. Esta praça era o lar de um mercado onde os habitantes das aldeias vizinhas iam vender lenha que devia ser utilizada como combustível para as cozinhas e casas da cidade dentro das muralhas. Os tropeiros locais reuniam-se ali com carroças cheias de lenha e as camponesas com os seus molhos de galhos e cestos de pinhas. 
Este mercado realizava-se todos os dias, sendo a segunda-feira o dia mais importante porque era o dia em que as carroças carregadas de madeira de carvalho chegavam à cidade, da que os padeiros gostavam muito de alimentar os seus fornos.
A praça foi remodelada no século XVIII, quando os dois grandes paços do lado leste, o pazo de Castro Monteagudo e o pazo de García Flórez, foram construídos.
O cruzeiro de granito do século XV no centro da praça foi ali colocado por volta de 1941, a pedido de Castelao. O cruzeiro, que tinha sido partido em várias peças, foi provisoriamente restaurado por Castelao para o seu trabalho As cruces de pedra na Galiza.
A praça foi devolvida ao seu antigo uso pedestre a 7 de Abril de 1990. 
Em 1998, várias cenas do filme A Língua das Borboletas, de José Luis Cuerda, foram filmadas na praça. 

## Descrição
É uma das mais pequenas praças do centro histórico e a mais pitoresca praça medieval da Galiza. Representa por excelência a típica praça medieval da Galiza. Artistas notáveis têm feito inúmeros desenhos, gravuras, aguarelas e óleos e tem sido uma fonte de inspiração para escritores e poetas como Viñas Calvo.
A praça tem uma forma rectangular irregular. No centro da praça existe um cruzeiro de granito do século XV que veio de Caldas de Reis. 

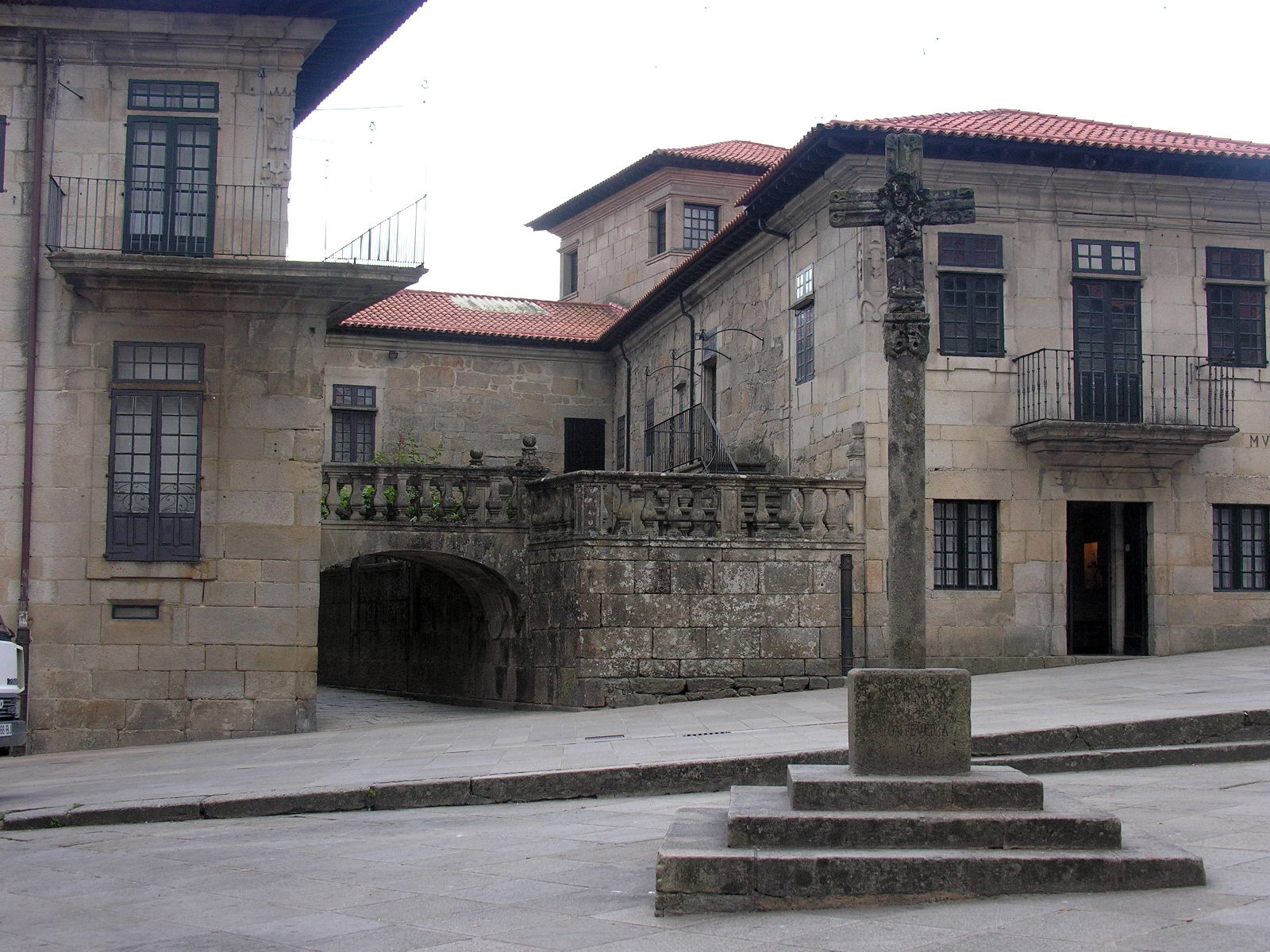
Cruzeiro e pazos barrocos.

As ruas Pasantería e Figueroa convergem para a praça. No lado leste da praça encontram-se os pazos barrocos do século XVIII García Flórez e Castro Monteagudo (agora pertencentes ao Museu de Pontevedra) ligados por uma espécie de ponte em arco de granito. Nos lados norte, sul e oeste encontram-se casas populares galegas com arcadas e galerias de madeira nos lados oeste e sul e varandas decoradas com flores nos lados norte e sul. Os andares superiores foram outrora utilizados para residências. A altura das casas varia entre um e dois andares.

## Edifícios notáveis
No lado sudeste, o pazo barroco de Castro Monteagudo datado de 1760 destaca-se pela sua varanda apoiada em grandes cachorros e o pazo de García Flórez no lado nordeste destaca-se pelo seu enorme brasão de pedra com elmo e pelas estátuas de pedra nos cantos do telhado representando esperança e força.
O rés-do-chão do Pazo de Castro Monteagudo tem tido diferentes usos ao longo dos séculos, por exemplo como restaurante ou loja (como foi o caso da loja La Imperial). O restaurante La Flor esteve localizado nesta pazo durante os primeiros anos do século XX. Lá em cima ficava a escola unitária para rapazes. O edifício foi aberto ao público como parte do Museu de Pontevedra a 10 de Agosto de 1929.
O Pazo de García Flórez foi a sede da Escola de Formação de Professoras de 1881 a 1930. Foi inaugurado como um museu a 15 de Agosto de 1943.
As casas de arquitectura popular da praça foram construídas no século XVIII durante a remodelação da praça.

## Cultura popular
Actualmente, a praça é dedicada ao negócio da hotelaria e restauração  e é parcialmente ocupada pelas mesas dos restaurantes que a rodeiam.
Em 2006, o chef basco Iñaki Bretal abriu o seu restaurante O Eirado da Leña numa das casas da praça e em 2009 o restaurante Loaira noutra das casas.

## Galeria de imagens

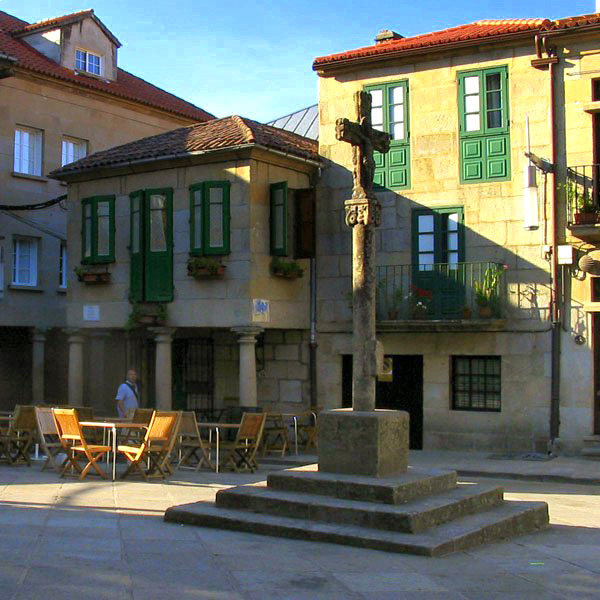
Cruzeiro típico no centro da praça
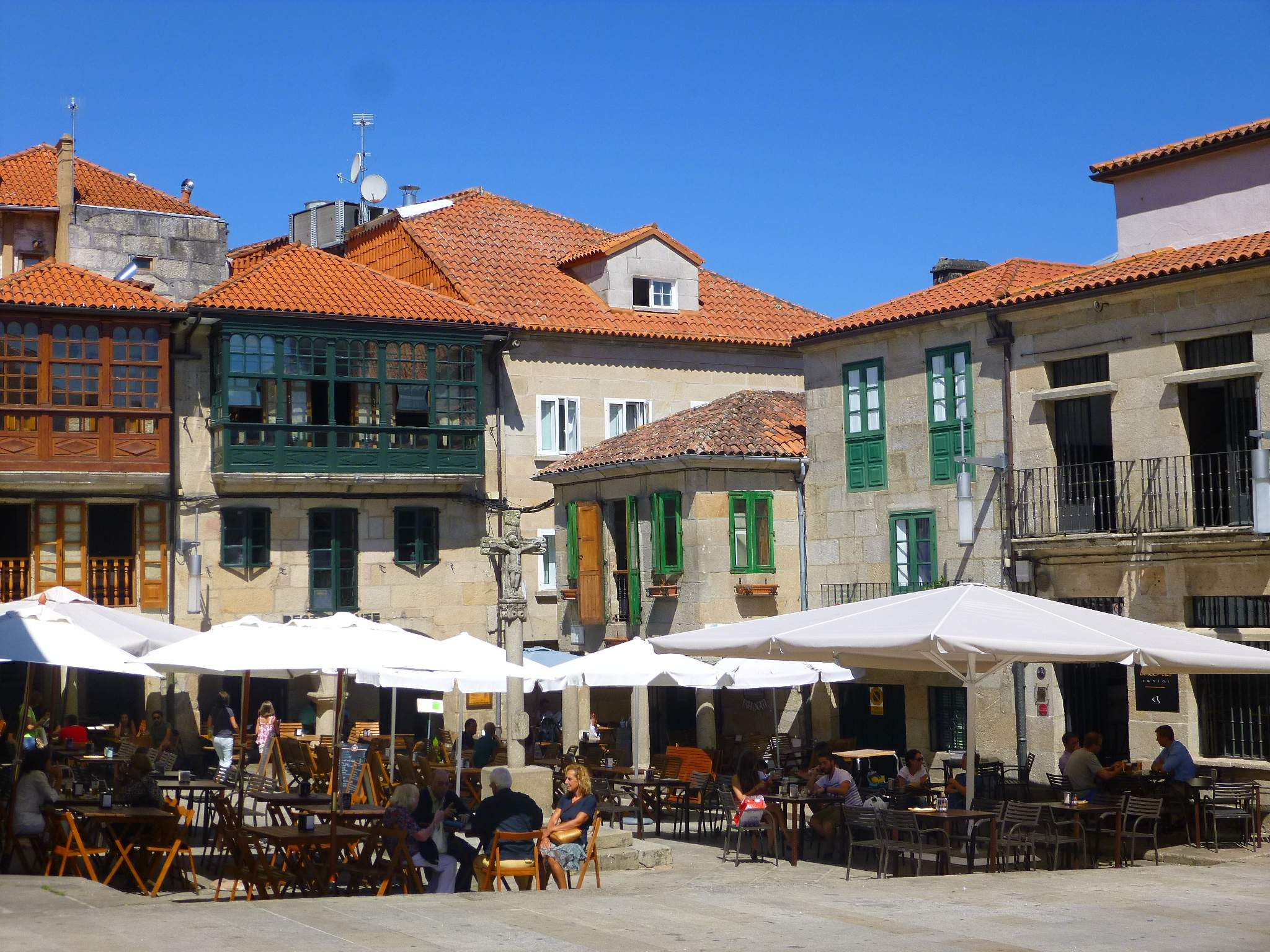
Mesas de restaurante na praça
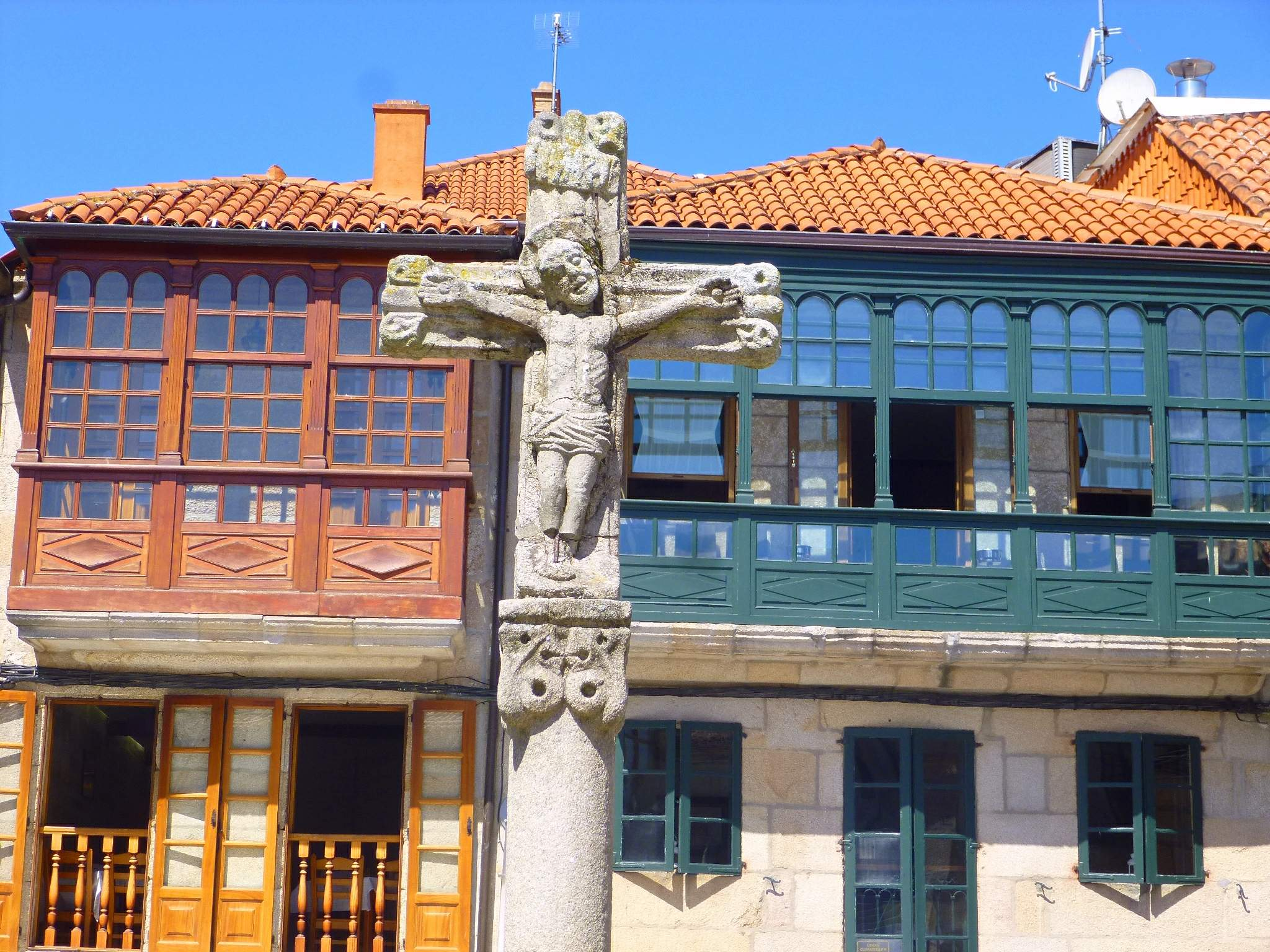
Cruzeiro e galerias de madeira
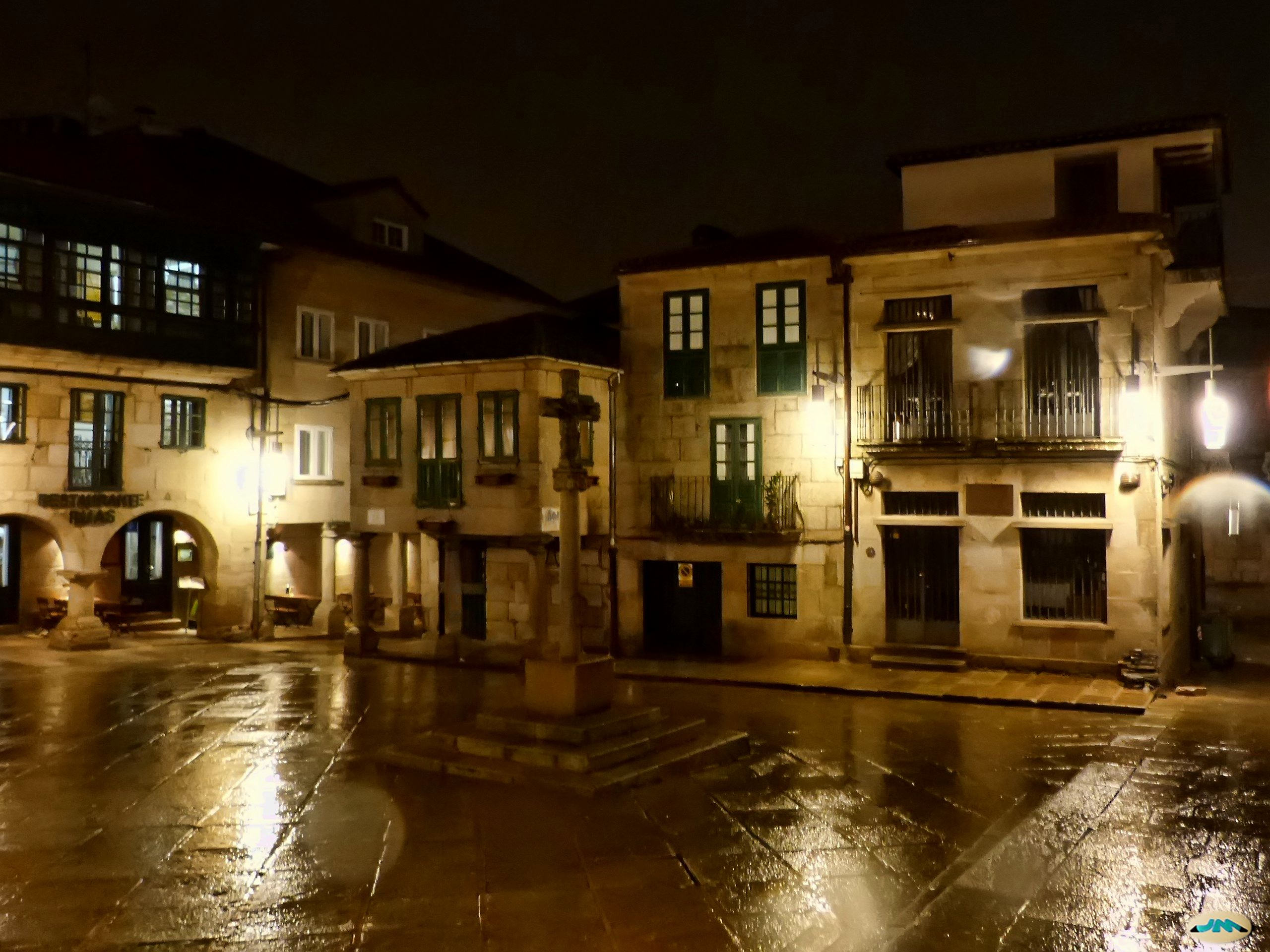
Praça da Leña à noite
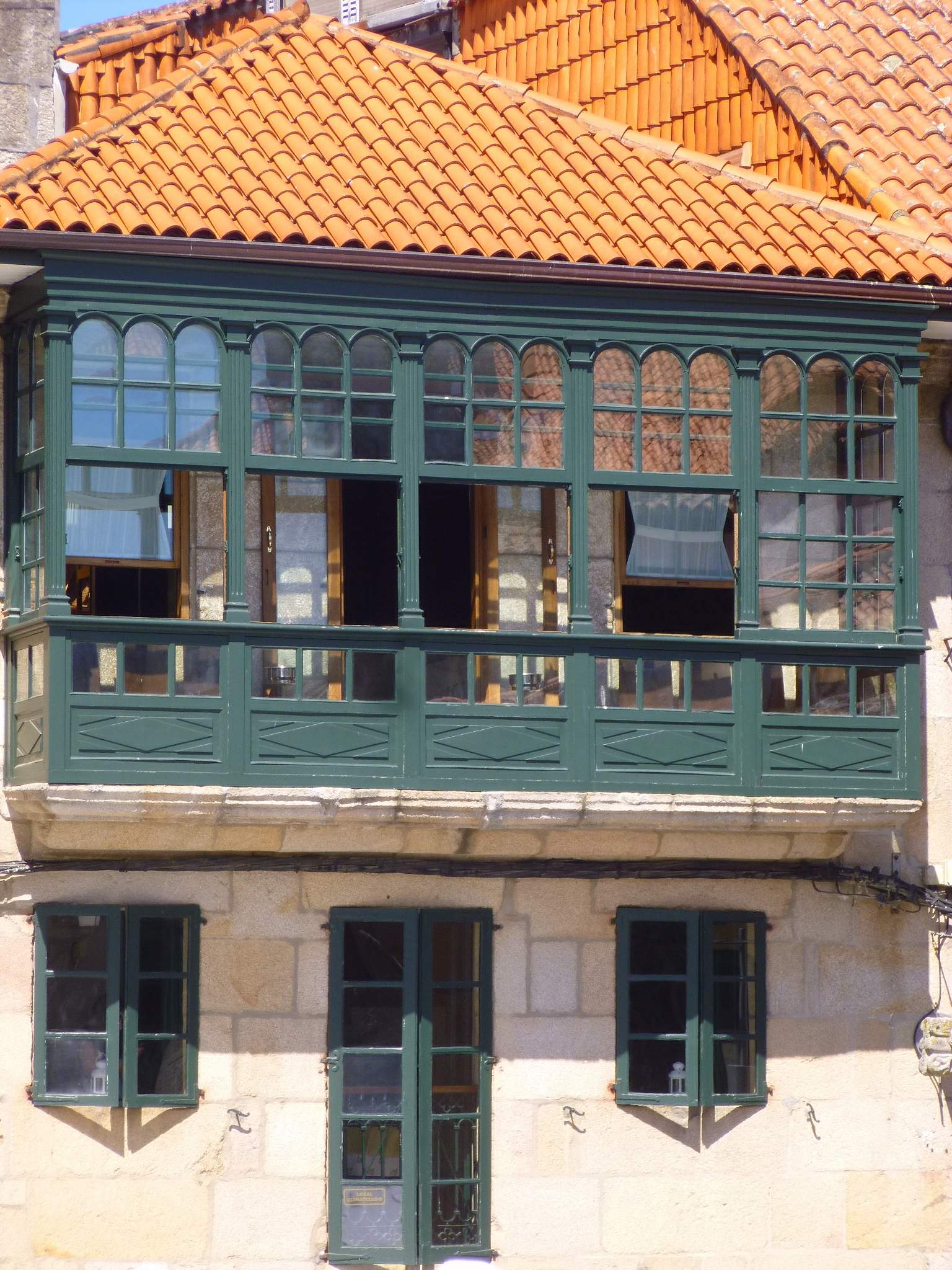
Galeria de madeira
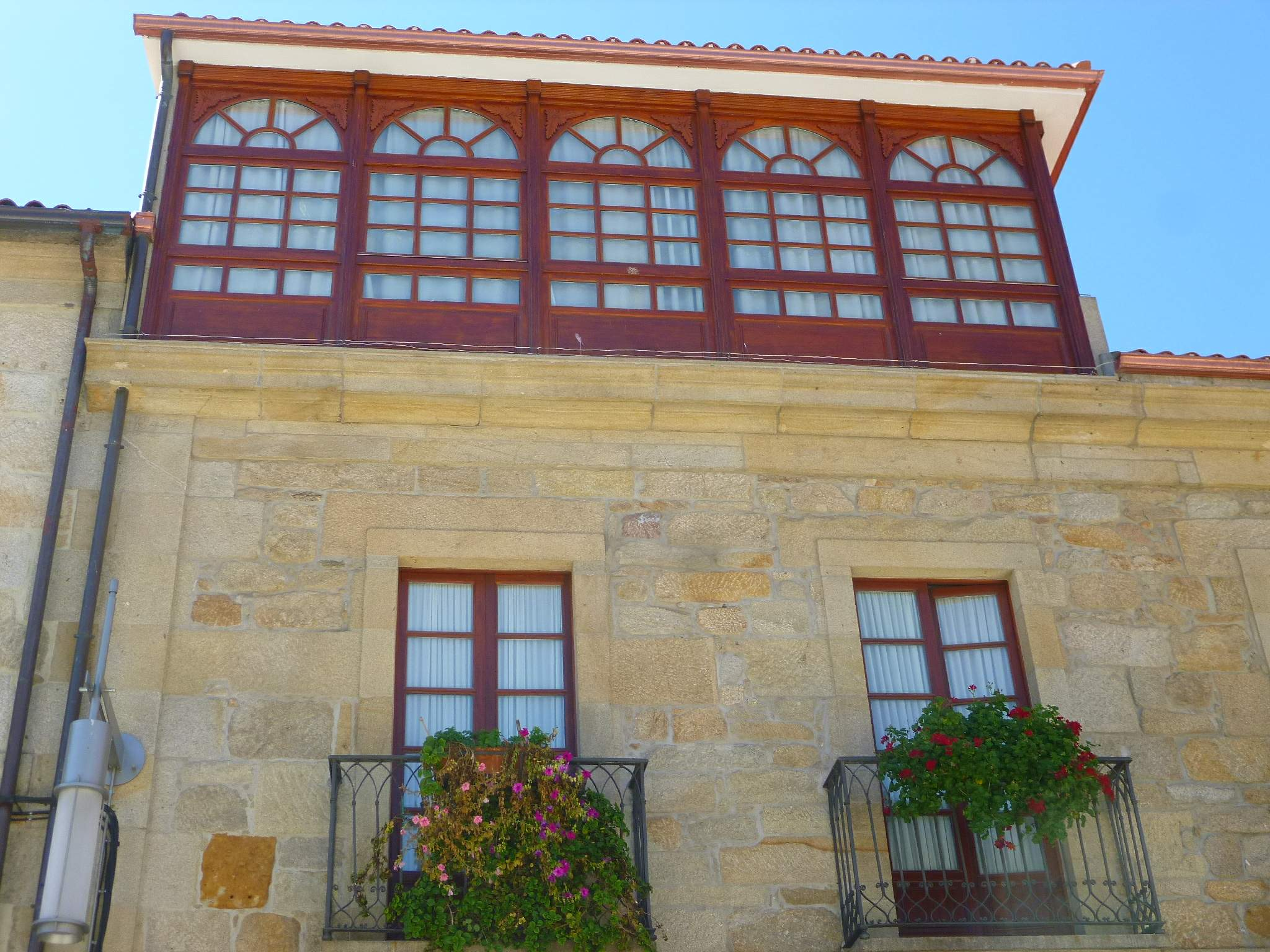
Varandas e galerias
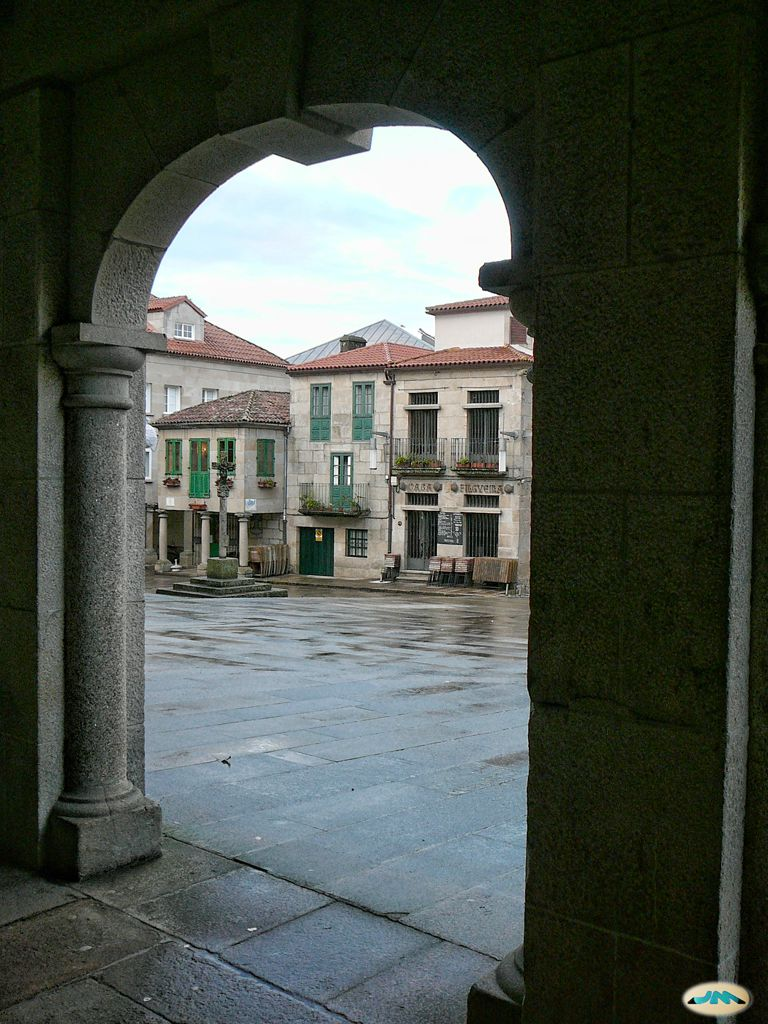
Arcadas do edifício Fernández López do Museu Pontevedra
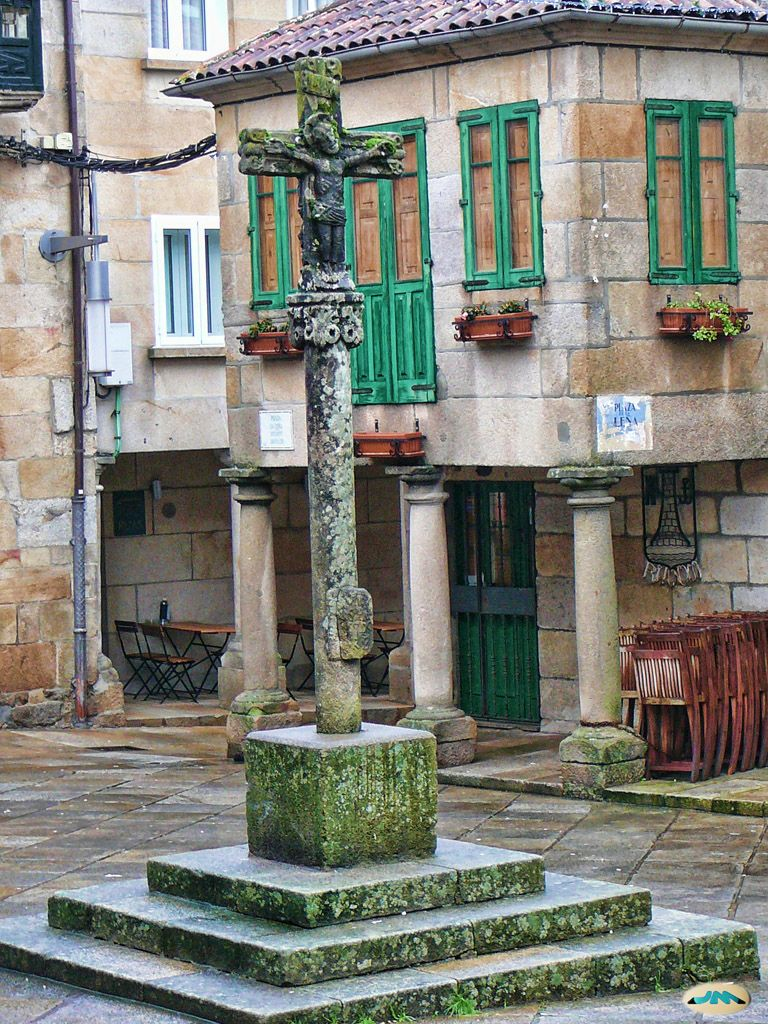
Cruzeiro
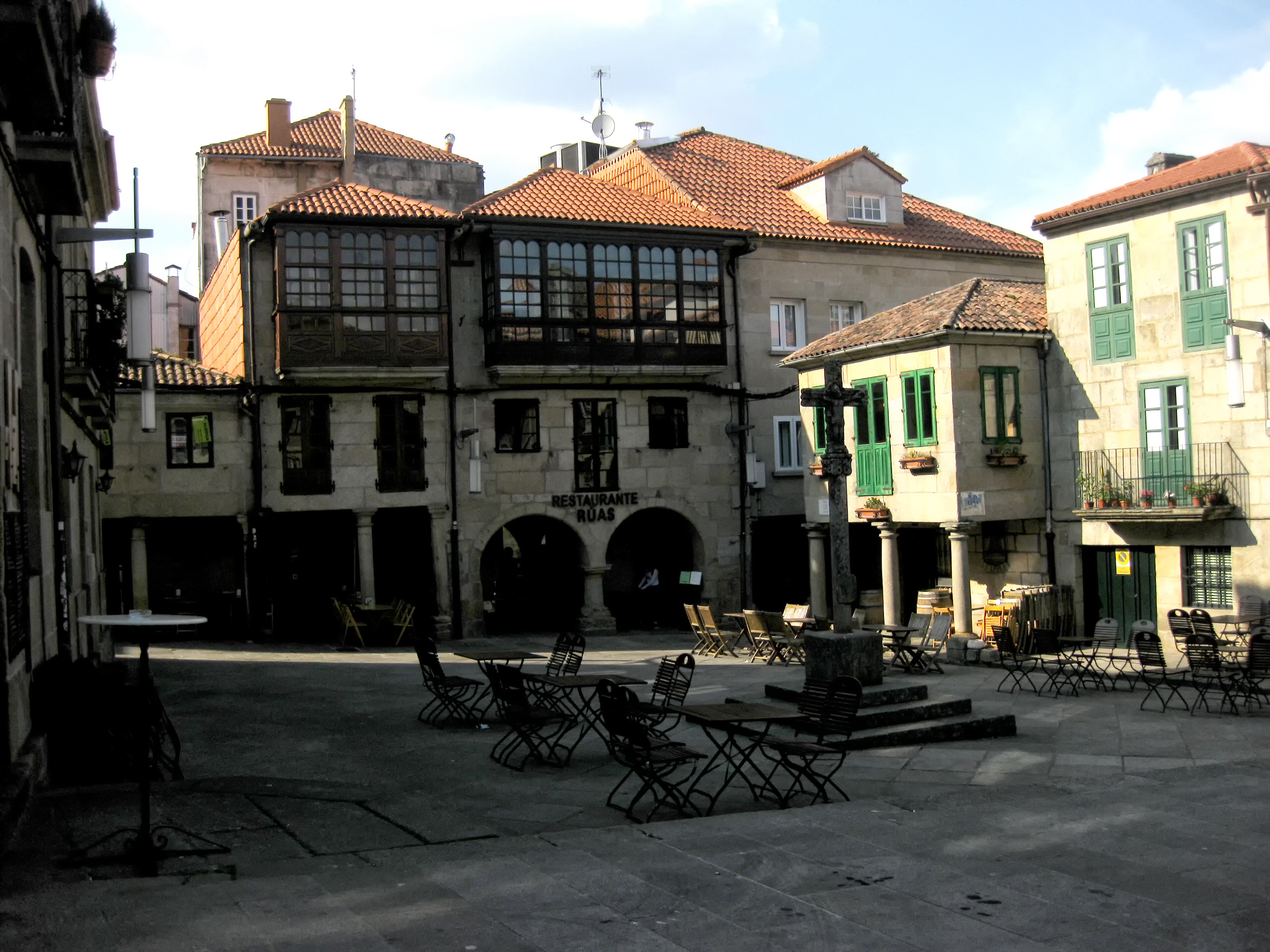
Praça da Leña
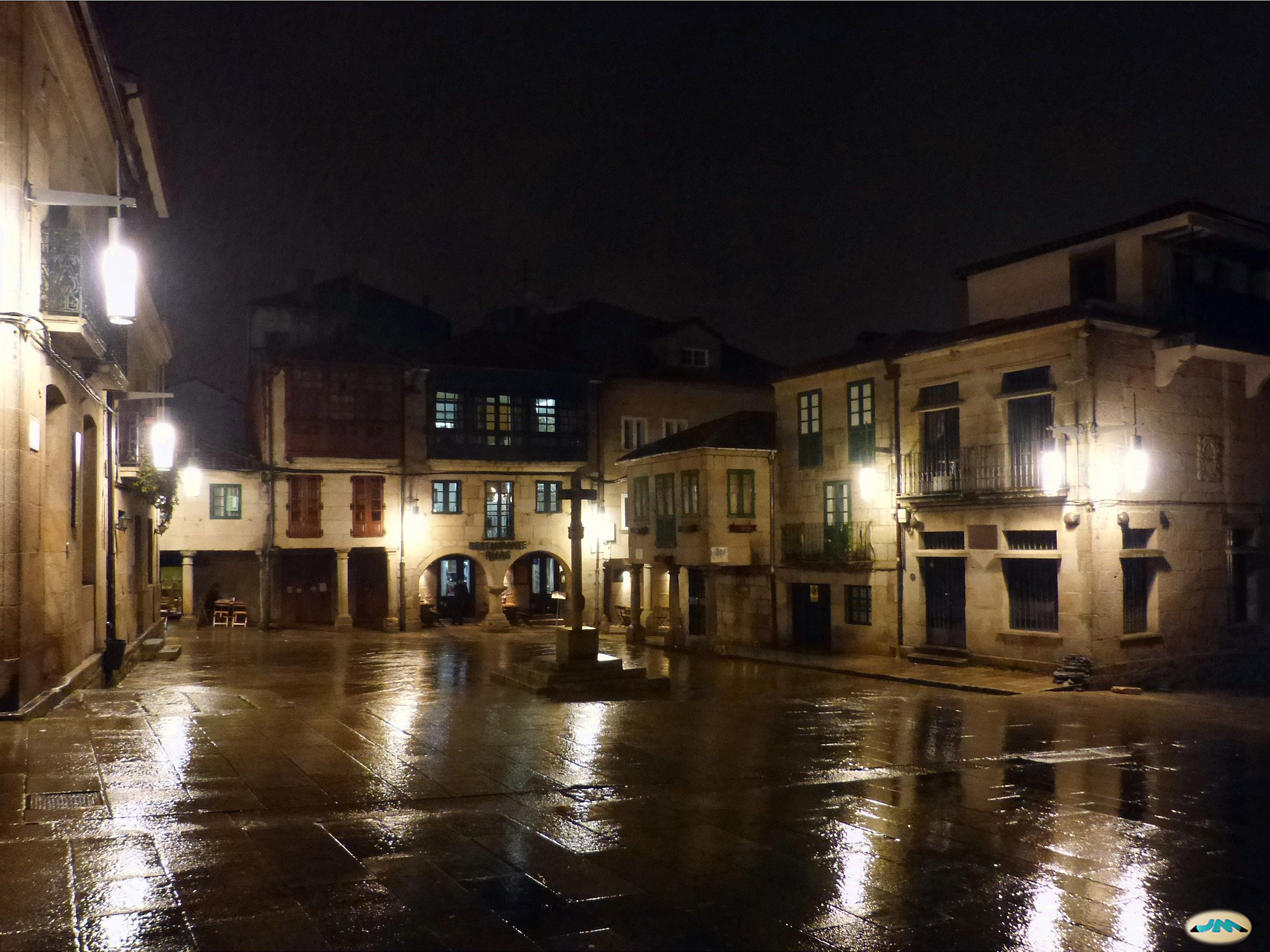
A praça à noite